# 와이파이 초한지
와이파이 초한지는 KBS 1라디오, KBS 3라디오에서 방송했던 역사 드라마 프로그램이다. 2017년 9월 1일 자로 1년만에 폐지되었다.

## 방송 시간
- 평일 본방송 11:40~11:54 (전국방송)
- 재방송 17:10~17:24 (일부지역 자체방송)
- 삼방 01:45~1:59 (전국방송)
- 일요일 와이파이 초한지 스페셜 11:05~11:58 (전국방송)

## 지역 방송국 프로그램
다음 지역 방송국 프로그램은 오후 5시 10분부터 오후 5시 58분까지 방송된다.
| 프로그램               | 방송권역      | 방송국  | 진행자         |
| ---------------------- | ------------- | ------- | -------------- |
| 공감 5시               | 강원도        | KBS춘천 | 정은숙         |
| 정보매거진             | 강원도        | KBS강릉 | 김경미         |
| 생방송 오늘 원주입니다 | 강원도        | KBS원주 | 김혜정         |
| 부산은 지금            | 부산광역시    | KBS부산 | 이지현         |
| 생방송 충청은 지금     | 충청북도 북부 | KBS충주 | 정지성         |
| 터놓고 말합시다 (월)   | 전라북도      | KBS전주 | 함윤호         |
| 전북은 지금 (화~금)    | 전라북도      | KBS전주 | 김수진         |
| 라디오 매거진          | 전라남도      | KBS목포 | 김석훈         |
| 남도 투데이            | 전라남도      | KBS광주 | 박재효         |
| 행복충전 라디오세상    | 전라남도      | KBS순천 | 임정섭         |
| 위풍당당 실버시대      | 울산광역시    | KBS울산 | 이성위, 임난주 |
| 생방송 경남            | 경상남도      | KBS창원 | 신석진         |
| 시사매거진 진주투데이  | 경상남도      | KBS진주 | 김현지         |